# Cocherellus azureus
Cocherellus azureus är en skalbaggsart som beskrevs av Renaud Maurice Adrien Paulian 1991. Cocherellus azureus ingår i släktet Cocherellus och familjen Melolonthidae.
Artens utbredningsområde är Nya Kaledonien i Australien. Inga underarter finns listade i Catalogue of Life.